# 지혜 (트로트 가수)
지혜(본명:박지혜)
(1987년 5월 28일~ )는 대한민국의 트로트 가수이다.

## 학력
- 전주대학교 가정교육과 학사

## 음반
- 2016년 딸이 더 좋아/상남자/돈돈돈

## 방송
- 2014년 KBS1 《전국노래자랑》
- 2015년 KBS2 《후계자》 - Top6
- 2017년 KBS1 《아침마당》

## 수상
- 2013년 포항해변전국가요제 대상 수상
- 2012년 제16회 박달가요제 대상 수상
- 2014년 전국노래자랑 정읍시편 최우수상
- 2015년 제1회 이호섭가요제 은상 수상